# 第19治安防護連隊 (ウクライナ国家親衛隊)
第19治安防護連隊（だい19ちあんぼうごれんたい、ウクライナ語: 19-й полк охорони громадського порядку）は、ウクライナ国家親衛隊の連隊。南部作戦地域司令部隷下。

## 概要

### ソ連国内軍
1990年1月18日、ソ連国内軍第130独立特殊自動車化警察大隊としてウクライナ・ソビエト社会主義共和国ムィコラーイウ州で創設された。

### ウクライナ国家親衛隊/ウクライナ国内軍
1992年1月、ソビエト連邦の崩壊とウクライナの独立で創設されたウクライナ国家親衛隊に編入し、第3師団隷下の第7独立大隊に改称された。
1995年1月、ウクライナ国内軍に編入し、部隊増強に伴い、第19特殊自動車化警察連隊に改編された。

### ドンバス戦争

ムィコラーイウ市旗

2014年3月、ウクライナ国内軍の廃止で創設されたウクライナ国家親衛隊に編入し、第19治安防護連隊に改称された。
2014年8月からドンバス戦争で東部ドネツィク州に配備された。
2021年10月14日、ウォロディミル・ゼレンスキー大統領より、名誉称号「ムィコラーイウ」を授与された。

### ロシアのウクライナ侵攻

#### 南部・ムィコラーイウ戦線
2022年2月24日、ロシアのウクライナ侵攻で南部ムィコラーイウ州に配備され、ムィコラーイウ市を防御し、4月にロシア軍をムィコラーイウから撃退した。

## 編制
- 連隊本部（ムィコラーイウ）
- 第1パトロール大隊
- 第2小銃大隊
- 第3小銃大隊
- パトカー中隊
- 戦闘・後方支援隊
- 衛生隊